# Аэтий (доксограф)
Аэтий (др.-греч. Ἀέτιος; I или II в.) — греческий философ-эклектик и доксограф. Автор доксографического сборника мнений античных философов «Aetii Placita».

## «Aetii Placita»
Философские сочинения Аэтия не сохранились, но он помог разгадать тайну двух выборок. Существуют два крупных собрания мнений древних философов, дошедшие до наших дней: Placita Philosophorum («Περὶ τῶν ἀρεσκόντων φιλοσόφοις φυσικῶν δογμάτων») и Eclogae Physicae («Ἐκλογαὶ φυσικαὶ καὶ ἠθικαί»). Первая надписана именем Плутарха (Псевдо-Плутарха), а вторая — Стобея. Эти сборники являются сокращениями одного предшествующего им более объёмного источника. 
Герман Дильс в своем знаменитом докосграфческом издании Doxographi Graeci показал, что Феодорит Кирский в середине V века имел доступ к этому источнику, так как некоторые фрагменты, встречающиеся в обоих сборниках, цитируются им в более полном объеме. Более того, Феодорит упоминает название этого источника — «Ἀετίου περὶ τῶν Ἀρεσκόντων Συναγωγήν», таким образом Аэтий был автором первоначального собрания.
В Doxographi Graeci Дильс напечатал Placita в параллельных столбцах с соответствующими частями Eclogae, дополнив их отрывками из Феодорита, под общим названием «Aetii Placita». Цитаты из «Aetii Placita» также встречаются в трудах Немесия Эмесского.